# Saint-Martin-de-Bréthencourt
Saint-Martin-de-Bréthencourt là một xã của Pháp, nằm ở tỉnh Yvelines trong vùng Île-de-France.
Người dân ở đây trong tiếng Pháp gọi là Saint-Martinois.
Các xã giáp ranh: Sainte-Mesme về phía đông bắc, Corbreuse (Essonne) về phía đông, Allainville về phía nam, Boinville-le-Gaillard về phía đông nam, Ablis về phía tây, Sonchamp về phía tây bắc và Ponthévrard về phía bắc.

## Biến động dân số
| 1793 | 1800 | 1806 | 1821 | 1831 | 1836 | 1841 | 1846 | 1851 |
| ---- | ---- | ---- | ---- | ---- | ---- | ---- | ---- | ---- |
| 440  | 586  | 670  | 604  | 633  | 657  | 631  | 645  | 631  |

| 1856 | 1861 | 1866 | 1872 | 1876 | 1881 | 1886 | 1891 | 1896 |
| ---- | ---- | ---- | ---- | ---- | ---- | ---- | ---- | ---- |
| 660  | 656  | 640  | 642  | 643  | 609  | 579  | 605  | 604  |

| 1901 | 1906 | 1911 | 1921 | 1926 | 1931 | 1936 | 1946 | 1954 |
| ---- | ---- | ---- | ---- | ---- | ---- | ---- | ---- | ---- |
| 566  | 542  | 527  | 487  | 494  | 491  | 430  | 375  | 355  |

| 1962                                         | 1968 | 1975 | 1982 | 1990 | 1999 | - | - | - |
| -------------------------------------------- | ---- | ---- | ---- | ---- | ---- | - | - | - |
| 361                                          | 354  | 353  | 388  | 504  | 588  | - | - | - |
| Số liệu kể từ 1962 : dân số không tính trùng |      |      |      |      |      |   |   |   |